# Roger Hollis
Pour les articles homonymes, voir Hollis.
Sir Roger Henry Hollis, né le 2 décembre 1905 et mort le 26 octobre 1973, fut un agent du  MI5 de 1938 à 1965. Il en fut le directeur général de 1956 à 1965. Il a été accusé d'être un espion à la solde de l'Union soviétique avec Donald Maclean, Anthony Blunt, Guy Burgess et Kim Philby dans le livre Spycatcher de Peter Wright.

## Parents, études, premiers emplois, famille
Le père Georges Hollis était évêque anglican de Taunton, sa mère la fille d’un chanoine de la cathédrale Saint-André de Wells. Hollis fut élève du Clifton College de Bristol puis de 1924 à 1926 il suivit les cours du Worcester College à Oxford où il étudia l’anglais mais n’obtint pas son diplôme.
En 1926, il fut employé par la  Standard Chartered Bank à Londres puis en 1927 il devint journaliste à Hong Kong et se rendit ensuite à Shanghai À compter du 1er janvier 1928 il fut employé par la British American Tobacco et fut transféré en 1930 à Pékin. Il attrapa la tuberculose et rentra en Angleterre, où il travailla brièvement pour Ardath Tobacco, une filiale de BAT.
Hollis épousa  Evelyn Swayne le 17 juillet 1937 à la cathédrale de Wells, où son père officia. Elle était la fille d’un avocat prospère de Burnham-on-Sea. Le couple eut un fils, Adrian (1940-2013) professeur, grand maître des  échecs par correspondance et champion britannique en 1966, 1967 et 1971. Hollis divorça en 1968. Dans son livre Spycatcher, Peter Wright affirme que Hollis et sa secrétaire Val Hammond auraient eu une liaison durant de nombreuses années et que celle-ci aurait refusé de nombreuses promotions pour rester auprès de Hollis.  Ils se marièrent après le divorce de Roger Hollis.

## MI5
C'est en juin 1938 qu'il rejoint la  division F (contre-espionnage) du MI5. De 1953 à 1956 il est Directeur Général adjoint de Dick White à qui il succède en 1956. Il quittera sa fonction en 1965 lors de son départ en retraite.

## Suspicion  d'être un agent soviétique

### Début de l'affaire
Dans les années cinquante et soixante de nombreuses opérations montées par les services anglais échouèrent (comme l'affaire Crabb) dans des circonstances qui amenèrent à suspecter que les Soviétiques avaient été informés. Cela continua après 1951 et que Philby, Guy Burgess, et Anthony Blunt eurent perdu accès aux informations classifiées. Certains en déduisirent que les Soviétiques avaient un agent très haut placé au MI5. Peter Wright, Arthur S. Martin, Jane Sissmore et d’autres furent convaincus que seuls Hollis ou son adjoint Graham Mitchell pouvaient être responsables et se confièrent à leur ancien DG Dick White, qui était devenu à l’époque DG du MI6. Hollis fut critiqué notamment pour ne pas avoir alerté John Profumo, Ministre de la guerre du gouvernement Macmillan qu'il était en relation avec un espion soviétique à travers la call girl Christine Keeler ce qui entraîna le scandale Profumo qui amena le parti travailliste au pouvoir en octobre 1964.
White ordonna à Martin d’informer Hollis que Mitchell était suspect et Hollis demanda à Martin de surveiller Mitchell. West en conclut que c’était une ruse pour surveiller à la fois Hollis et Mitchell.
Martin se plaignit ouvertement qu’Hollis freinait l’enquête (par exemple il réduisit le nombre de personnes qui y étaient affectées et envoya un des meilleurs hommes de Martin en mission à l’étranger). Hollis suspendit alors Martin et on demanda à Wright de statuer. Mais Wright était alors entièrement occupé par les interrogatoires de Blunt et finalement l’opération "PETERS" fut abandonnée. Quelque temps après la retraite d’Hollis les soupçons sur Mitchell furent abandonnés et Hollis redevint le principal suspect. Toutefois le nouveau DG Martin Furnival Jones refusa de valider une enquête nommé "FLUENCY" dont l’équipe fut dissoute avant d’arriver à des conclusions définitives.

### Les accusations publiques
En 1984, le journaliste d’investigation Chapman Pincher publia le livre Too Secret Too Long qui étudiait la carrière d’Hollis produisant de nouvelles sources et de nombreuses interviews d’anciens agents. Ce livre réédité en 2009 accuse Hollis d’être un agent soviétique appartenant à un réseau différent de celui de Philby. Il prétend qu’Hollis aurait été recruté par Richard Sorge en Chine dans les années 1930 et qu’il aurait travaillé pour le GRU. Pincher prétend apporter des preuves dans son livre Treachery: Betrayals, Blunders, and Cover-ups: Six Decades of Espionage Against America and Great Britain qu’Hollis était Elli la taupe la plus haut placé du MI5 identifié par Igor Gouzenko, un agent du chiffre de l’ambassade soviétique d’Ottawa ayant fait défection en 1945, et qu'il aurait opéré de 1940 à sa retraite en 1965.
Sous la Direction de Furnival Jones, des officiers supérieurs du MI5 exprimèrent leur indignation et perte de moral. Hollis fut convoqué et il lui fut demandé de justifier de son innocence. Hollis connaissait parfaitement les procédures. Il demeura calme et réfuta l’ensemble des allégations. Martin, Wright et l’équipe d’enquêteurs ne purent convaincre personne d'autre au sein du MI5 ou MI6 que leur accusation était fondée. Wright prit sa retraite en 1976 et on refusa de lui verser une retraite sur des fondements excessivement techniques. Il se retira en Tasmanie où il écrivit un livre sur son action et travail au sein du MI5. Malgré les tentatives du gouvernement de Margaret Thatcher pour faire interdire son livre Spycatcher, celui-ci fut finalement publié en 1987 et sa vente dépassa les 2 millions d’exemplaires. 
Dans le livre Wright accuse Hollis d'avoir été un espion soviétique. Parmi les preuves avancées figurent les déclarations d’Igor Gouzenko. Gouzenko remit à Hollis, qui arriva se faire attribuer la direction de l’affaire au prétexte qu’il était un expert en matière soviétique et que la défection avait eu lieu dans un pays du Commonwealth, des informations sur des réunions entre Alan Nunn May (en) et ses officiers traitant. May était un scientifique membre d’un réseau soviétique qui obtint les secrets de fabrication de la première bombe atomique américaine. Gouzenko déclara que la personne qui le débriefa, était déguisé, n’était pas intéressé par ses informations et le découragea de faire plus de révélations. Ce fut pour Wright la preuve qu’Hollis était un traître.
Wright indique également que Grouzenko qui avait travaillé pour le GRU en déduisit également que la personne qui l’interrogea était un agent double soviétique effrayé qu’il puisse le reconnaître car connaissant son dossier mais Gouzenko étant d’un niveau hiérarchique assez bas n’aurait jamais eu accès à ce type de dossier. 
Peter Wright donna une interview à une chaîne de télévision en 1984 pendant les procès sur l’interdiction de son livre. Arthur Martin écrivit au Times que si Wright exagérait la certitude que l'on pouvait avoir sur la culpabilité d’Hollis, toutefois les éléments qu’il avançait faisaient d’Hollis le candidat le plus probable.
En 2001, dans son autobiographie Christine Keeler, maîtresse de John Profumo, affirma sans donner de preuves qu’Hollis et Stephen Ward faisait partie du même réseau qu’Anthony Blunt.
Dans son livre The Defence of the Realm: The Authorized History of MI5, un professeur de Cambridge, Christopher Andrew, qui eut accès officiel à 400 000 documents du MI5 pour écrire son livre, conclut définitivement qu’Hollis n’était pas un espion soviétique. Cette position fut à nouveau attaqué par Chapman Pincher dans la réédition de son livre en 2011. Le livre de Christopher Andrew fit l’objet d’un livre par Paul Monk Christopher Andrew and the Strange Case of Roger Hollis en faisant la critique systématique.
En 2009, dans un programme de la chaîne de télévision britannique ITV Inside MI5: The Real Spooks, Oleg Gordievsky colonel du KGB et agent britannique raconta qu’il vit le chef de la section britannique du KGB exprimer sa surprise aux accusations portées contre Hollis et commentant : « Cela doit être encore un coup tordu des Anglais contre nous ». Chapman Pincher souligne dans son livre que le KGB et le GRU étaient deux organismes différents et concurrents et qu’Hollis étant un agent du GRU le KGB ne pouvait le savoir.

### Conclusion
L’affaire Hollis se situe dans le contexte de la guerre froide. De nombreuses opérations montées par les Britanniques échouèrent et furent très coûteuses en vies humaines. L’affaire des Cinq de Cambridge entraîna une suspicion légitime et une méfiance des services secrets américains et du FBI à l'encontre des services secrets britanniques, leur plus proche allié. La confirmation que le chef du contre-espionnage britannique était lui-même une taupe auraient eu des conséquences catastrophiques sur les relations entre les deux pays, ce que ne pouvait se permettre le Royaume-Uni. 
Sir Roger Hollis fut innocenté de l'accusation d'être un espion soviétique par Margaret Thatcher dans une déclaration à la Chambre des communes en mars 1981. 
Le 21 avril 2011 l’Institute of World Politics de Washington organisa une conférence pour savoir si Hollis était ou non un traître et en publia un compte-rendu.
Le site officiel du MI5 affirme qu’Hollis ne fut pas un espion soviétique.
Le débat resurgit régulièrement à l'occasion de la parution de livres ou de témoignages de personnalités qui continuent de laisser subsister le doute et l'affaire ne sera sans doute jamais tranchée.

## Décorations
Roger Hollis était chevalier commandeur de l'ordre de l'Empire britannique (KBE) et compagnon de l'ordre du Bain (1956).

## Parentèle
Son frère aîné, Christopher Hollis (1902–1977), était député conservateur de Devizes de 1945 à 1955. Ses neveux étaient le philosophe Martin Hollis (1938-1998) et l'évêque catholique Crispian Hollis.

### Christopher Andrew
- The Defence of the Realm: The Authorized History of MI5

### Chapman Pincher
- Their Trade is Treachery mars 1981
- Too secret Too long octobre 1984
- The Spycatcher Affair novembre 1988
- Treachery: Betrayals, Blunders, and Cover-ups: Six Decades of Espionage Against America and Great Britain juillet 2009

### Peter Wright
- Spycatcher (en français) Robert Laffont 1988